# 가거도초등학교
가거도초등학교는 대한민국 전라남도 신안군에 있는 초등학교다.

## 학교 연혁
- 1948년 10월 1일 소흑산국민학교 설립인가
- 1949년 4월 17일 소흑산국민학교 개교
- 1958년 5월 10일 소흑산국민학교 항리분교장 설립 인가
- 1960년 3월 14일 소흑산국민학교 대풍분교장 설립 인가
- 1960년 4월 1일 항리분교, 대풍분교 개교
- 1982년 3월 20일 병설중학교 개교
- 1984년 6월 30일 병설유치원 개원
- 1995년 9월 1일 대풍분교장 폐교 및 본교 통폐합
- 1996년 3월 1일 소흑산초등학교 개칭
- 1997년 3월 1일 가거도초등학교 개칭
- 1998년 3월 1일 항리분교장 폐교 및 본교 통폐합
- 2014년 2월 14일 제63회 졸업(총 1,523명)
- 2014년 9월 1일 제38대 김춘호 교장 부임